# João Mariano Saldanha
João Mariano de Sousa Saldanha (* 12. Februar 1963 in Uato-Lari, Portugiesisch-Timor) ist ein osttimoresischer Politiker, Wirtschaftswissenschaftler, Hochschullehrer und Unternehmer. Saldanha ist Vorsitzender der Partidu Republikanu (PR) und Eigentümer der 2014 gegründeten Osobubu Group, Lda.

## Werdegang
Saldanha wurde in Uato-Lari geboren. In der portugiesischen Kolonialzeit besuchte er in Uato-Lari die Grundschule und in Dili die weiterführende Schule, bis 1975 die indonesische Invasion seine Ausbildung unterbrach. Mit seiner Familie geriet er 1977 in das indonesische Bombardement der Flüchtlingslager am Berg Matebian. Schließlich konnte Saldanha in den 1980er Jahren wieder die Schule in Dili und Baucau besuchen, bevor er ein Stipendium an der High School im indonesischen Malang erhielt.
Saldanha hat einen Doktortitel für Wirtschaft von der Graduate School of International Relations and Pacific Studies der University of California (2001), einen Mastertitel in Internationalem Management der American Graduate School of International Management (Thunderbird School of Global Management) in Glendale (Arizona) (1993) und einen Bachelor in Wirtschaft der Christlichen Universität Satya Wacana (indonesisch Universitas Kristen Satya Wacana, UKSW) im indonesischen Salatiga (1984–1989). Er war Gastdozent am Institute of International Development der Harvard University (August 1996 bis Juni 1997) und an der Research School of Pacific and Asian Studies der Australian National University.
Saldanha unterrichtete von 1989 bis 1992 Wirtschaft an der Universitas Kristen Krida Wacana und auch an der Atmajaya University in Jakarta. Von 1994 bis 1995 war er Forschungsbeauftragter an der Charles Darwin University und von Juli 1995 bis August 1996 Gastprofessor an der Harvard University. Bis 2007 war Saldanha Executive Director der Timor Study Group, die 2004 zum Timor Institute of Development Studies (TIDS) wurde. Im osttimoresischen Finanzministerium diente er als Senior-Wirtschaftsberater vom 15. Februar 2008 bis zum 31. Dezember 2013. Ab dem 2. Januar 2014 war er als Gründer des Timor Institute of Development Studies, dem er bis Dezember 2015 vorstand. Außerdem war Saldanha Mitglied der Fakultät des Dili Institute of Technology (DIT). Er ist Vizepräsident des Kuratoriums des DIT. Seit 2014 ist er Vorsitzender der von ihm gegründeten João Saldanha Foundation. Bis 2007 war Saldanha Mitglied des Staatsrats von Osttimor.
Seit ihrer Gründung 2007 ist Saldanha der Vorsitzende der Partidu Republikanu.
2015 gründete Saldanha die private João Saldanha University (JSU), die einzige Hochschule Osttimors, in der ausschließlich auf Englisch unterrichtet wird. Saldanha ist Präsident der Universität und unterrichtet in Wirtschaft und Management. Die endgültige Anerkennung durch die Agência Nacional para a Avaliação e Acreditação Académica (ANAAA) steht noch aus. Zurzeit hat sie eine Teilzulassung.
Seit 2023 ist Saldanha Mitglied des Verwaltungsrates der Zentralbank von Osttimor.

## Privates
Seit 2011 ist Saldanha verheiratet. Seine Familie gilt als einflussreich. Saldanhas älterer Bruder Salvador Ximenes Soares ist der Verleger der Zeitung Suara Timor Lorosa’e und war Mitglied der Beratenden Volksversammlung Indonesiens. Estanislau de Sousa Saldanha ist der ehemalige Rektor des Dili Institute of Technology.